# Parafia Wniebowzięcia Najświętszej Maryi Panny w Budyńcu
Parafia Wniebowzięcia Najświętszej Maryi Panny w Budyńcu – parafia rzymskokatolicka terytorialnie i administracyjnie znajdująca się w archidiecezji lwowskiej, w dekanacie Czerniowce. W parafii posługują ojcowie lazaryści. Według stanu na marzec 2024 proboszczem parafii był o. Mikołaj Dobra. 